# Maimaitituersun Qiong
Maimaitituersun Qiong est un boxeur chinois né le 13 janvier 1988.

## Carrière
Sa carrière amateur est principalement marquée par une médaille de bronze remportée aux championnats d'Asie 2019 dans la catégorie des poids welters.

## Palmarès

### Championnats d'Asie
- Médaille de bronze en -69 kg en 2019 à Bangkok, Thaïlande

### Jeux asiatiques
- Médaille de bronze en -69 kg en 2010 à Canton, Chine

## Référence
1. ↑  (en) Résultats des championnats d’Asie 2019